# Polín estructural
El polín estructural es un elemento arquitectónico en forma de «C» o de «Z», fabricado de acero, utilizado básicamente en el sector industrial con estructuras portantes ligeras o secundarias y marcos exteriores.

## Características
El polín estructural se fabrica únicamente en acero para marcos con una separación máxima de 12 m. Las secciones posibles son las siguientes:
- Polín «C»: para secciones apoyadas.
- Polín «Z»: para cubrirse fácilmente con tornillería adquiriendo así mayor eficiencia del material.

Los polines estructurales se utilizan básicamente en construcciones de tipo industrial y en algunas ocasiones en edificios residenciales en función de estructuras secundarias.